# Église Saint-Lié de Ville-Dommange
L'église Saint-Lié est une église située à Ville-Dommange, en France.

## Localisation
L'église est située dans le département français de la Marne, sur la commune de Ville-Dommange.

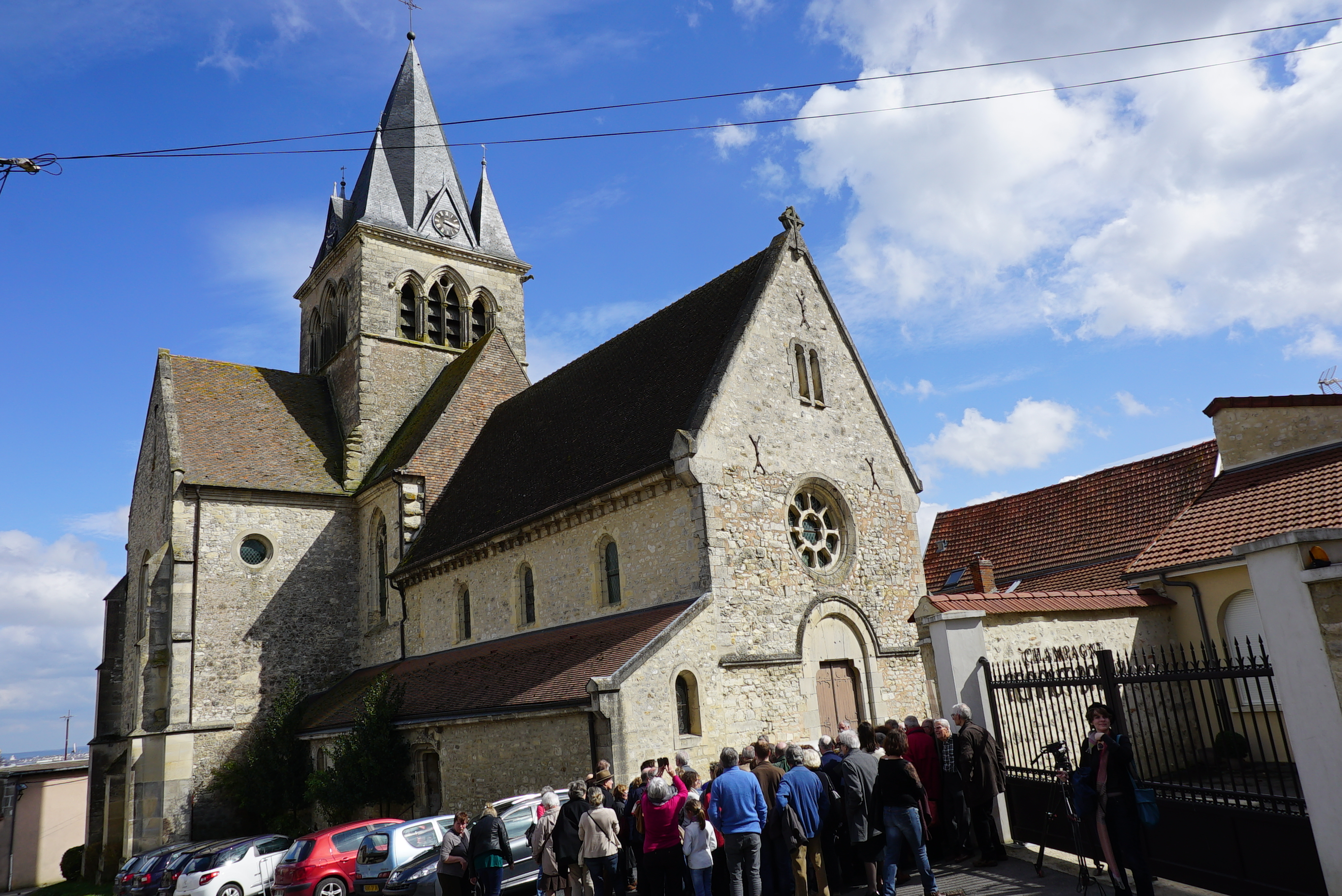
Le portail occidental lors d'une animation par le Parc régional.

## Historique
L'église date du XIIIe siècle pour la nef  plafonnée et la tour. Du XVe siècle, pour la dernière travée de la nef et le chœur. Elle est dédiée à Lié de Micy. Une chasse en argent aurait contenu un os du bras du saint en 1444. Elle devint église paroissiale, et donc église d'en bas sur un choix du cardinal de Lennoncourt, au détriment de l'église sur la montagne.

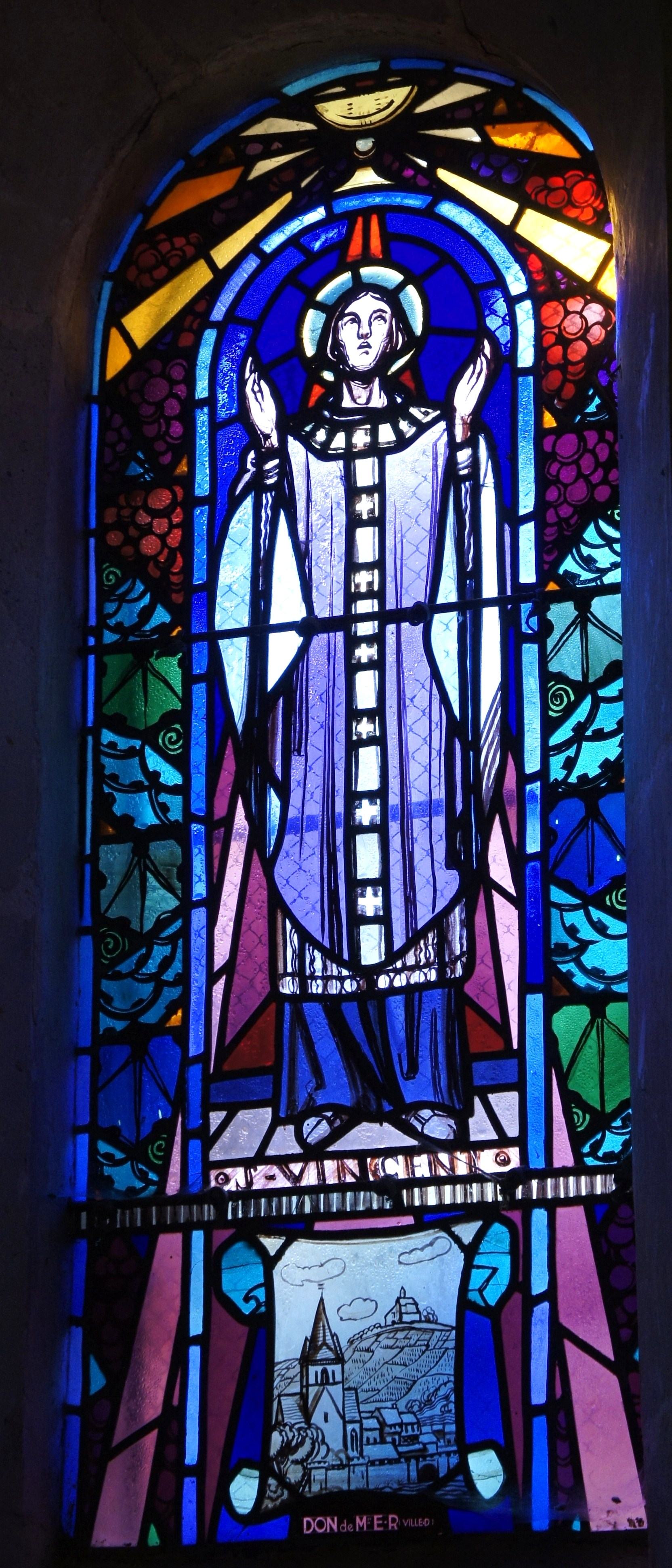
Vitrail de saint Vincent.
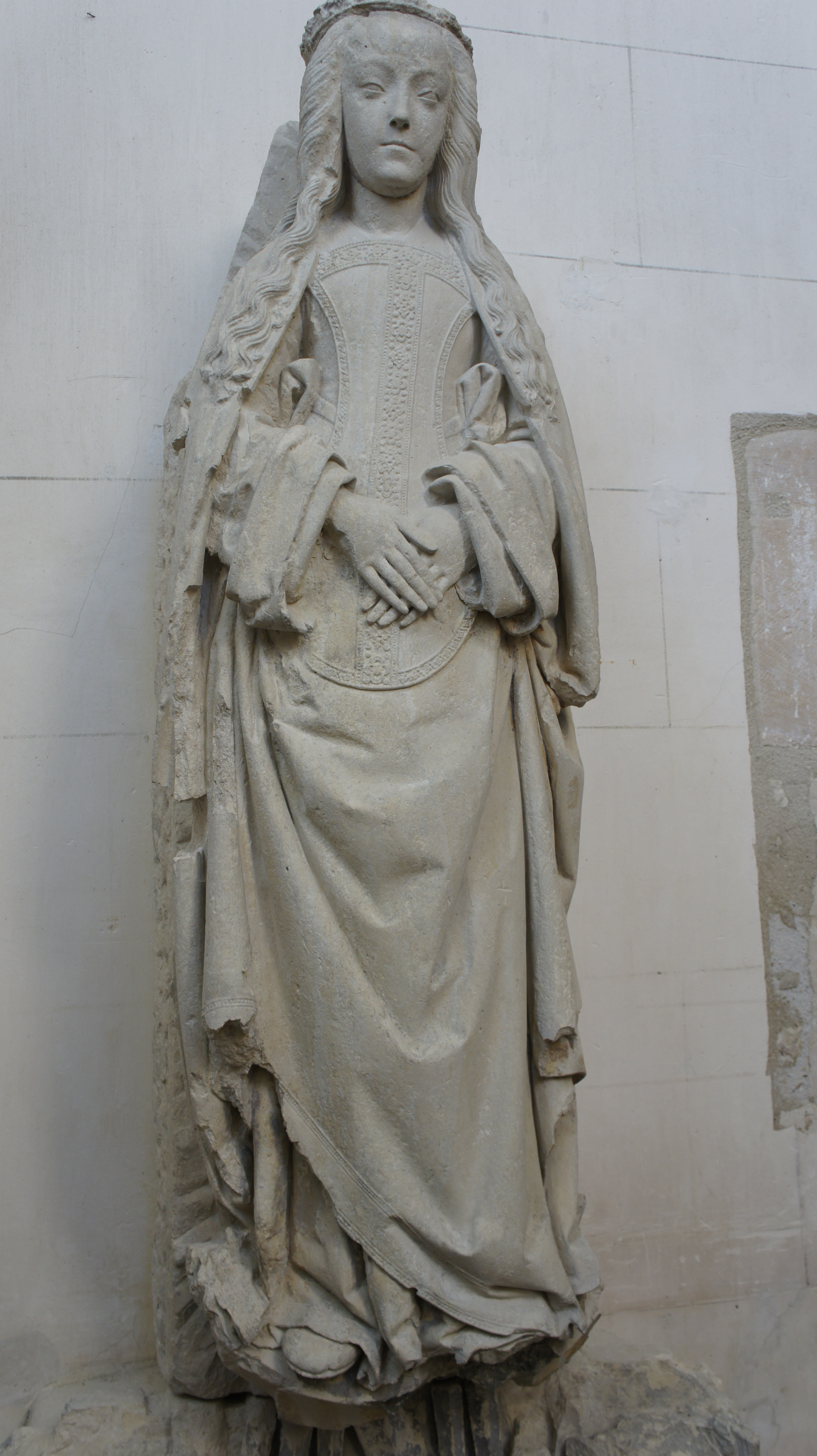
Statue de la Vierge.
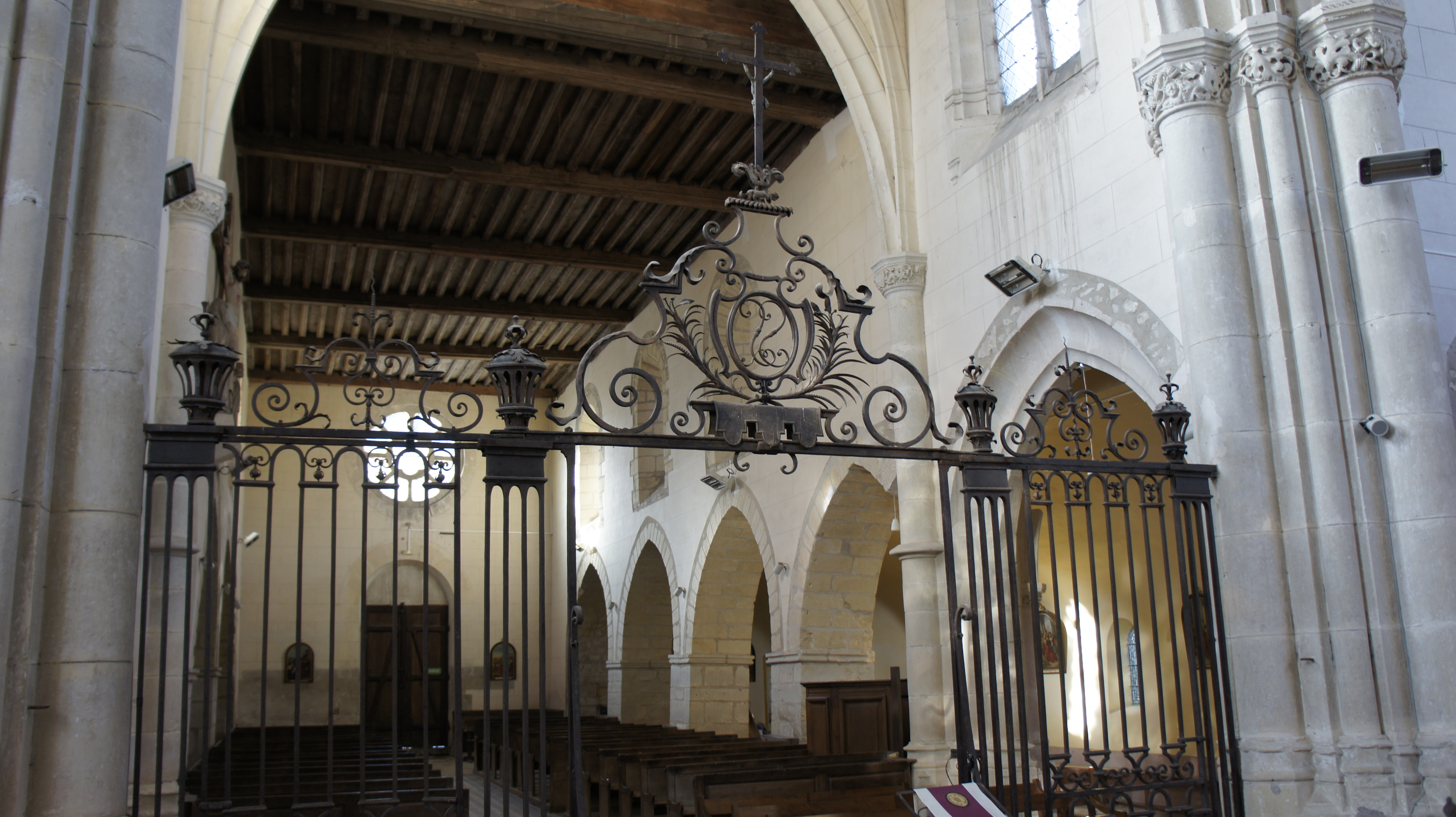
la nef vue du cœur, la grille de l'ancienne église Saint-Pierre-le-Vieil.
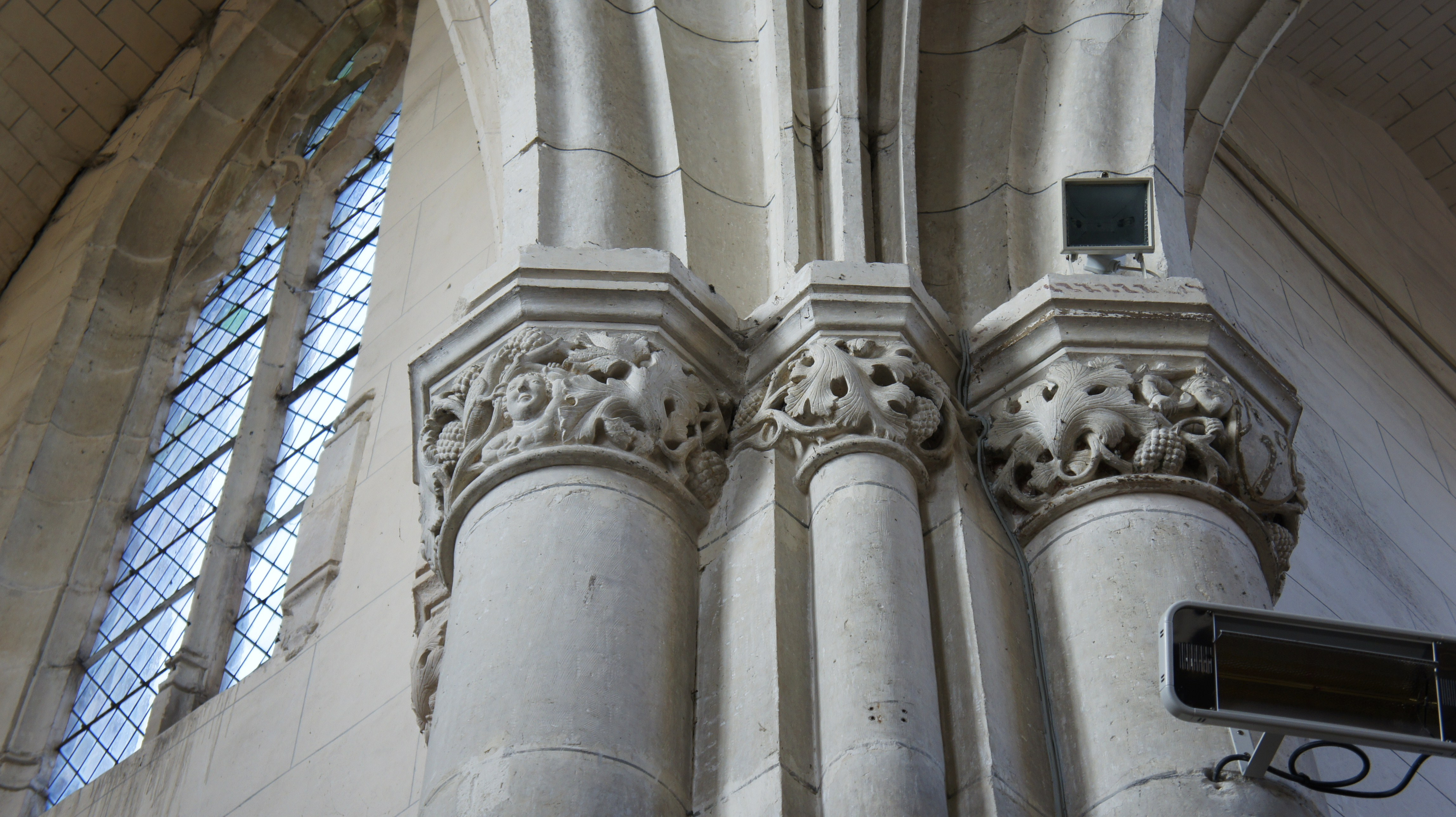
Le travail dans la vigne sur un chapiteau.

L'édifice fait l’objet d’un classement au titre des monuments historiques depuis le 10 décembre 1919.

## Mobilier
Elle possède un baptistère Renaissance et des boiseries d'époque Louis XV avec un maître-autel à baldaquin, des grilles en fer forgé, des consoles.

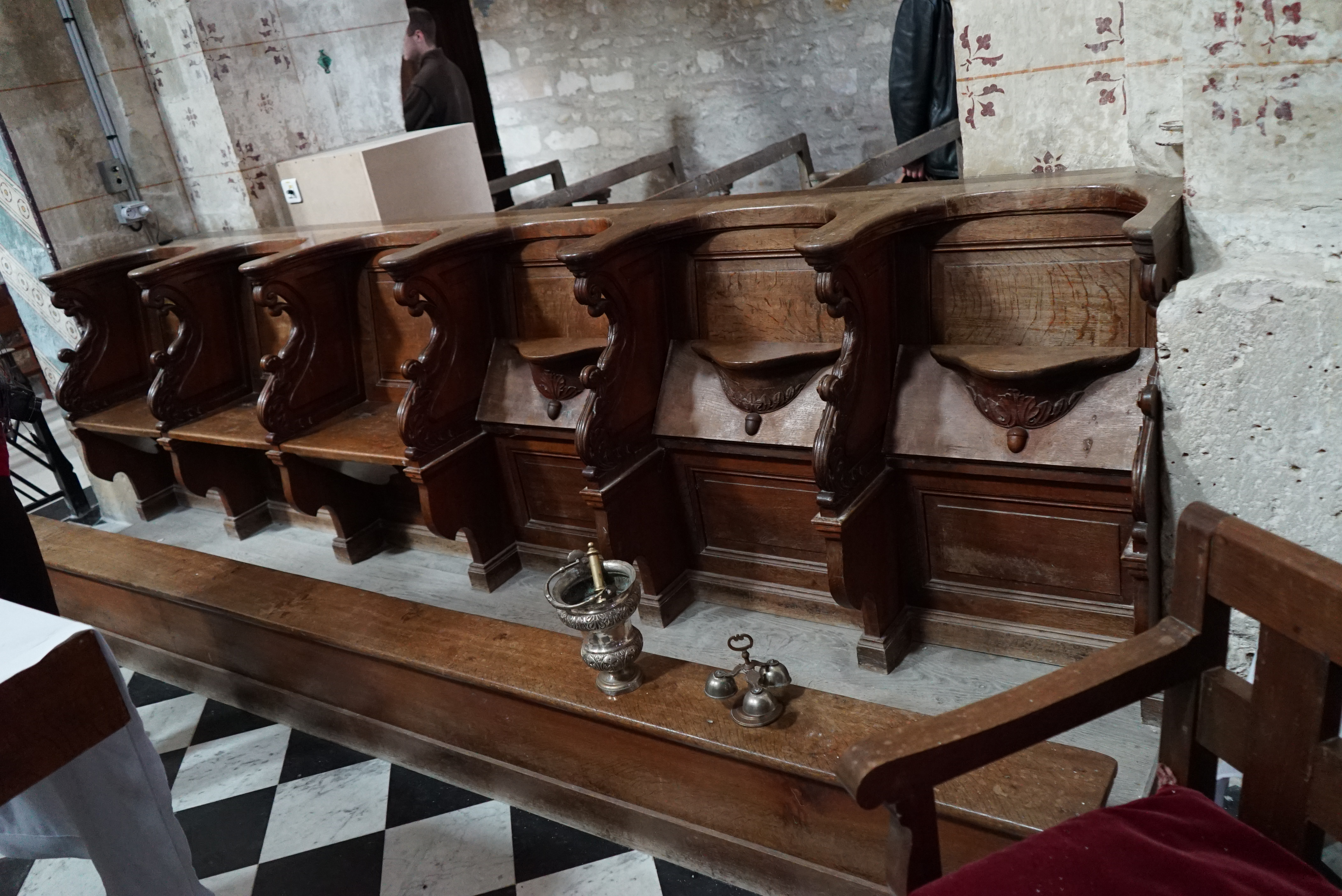
Stalles du chœur,
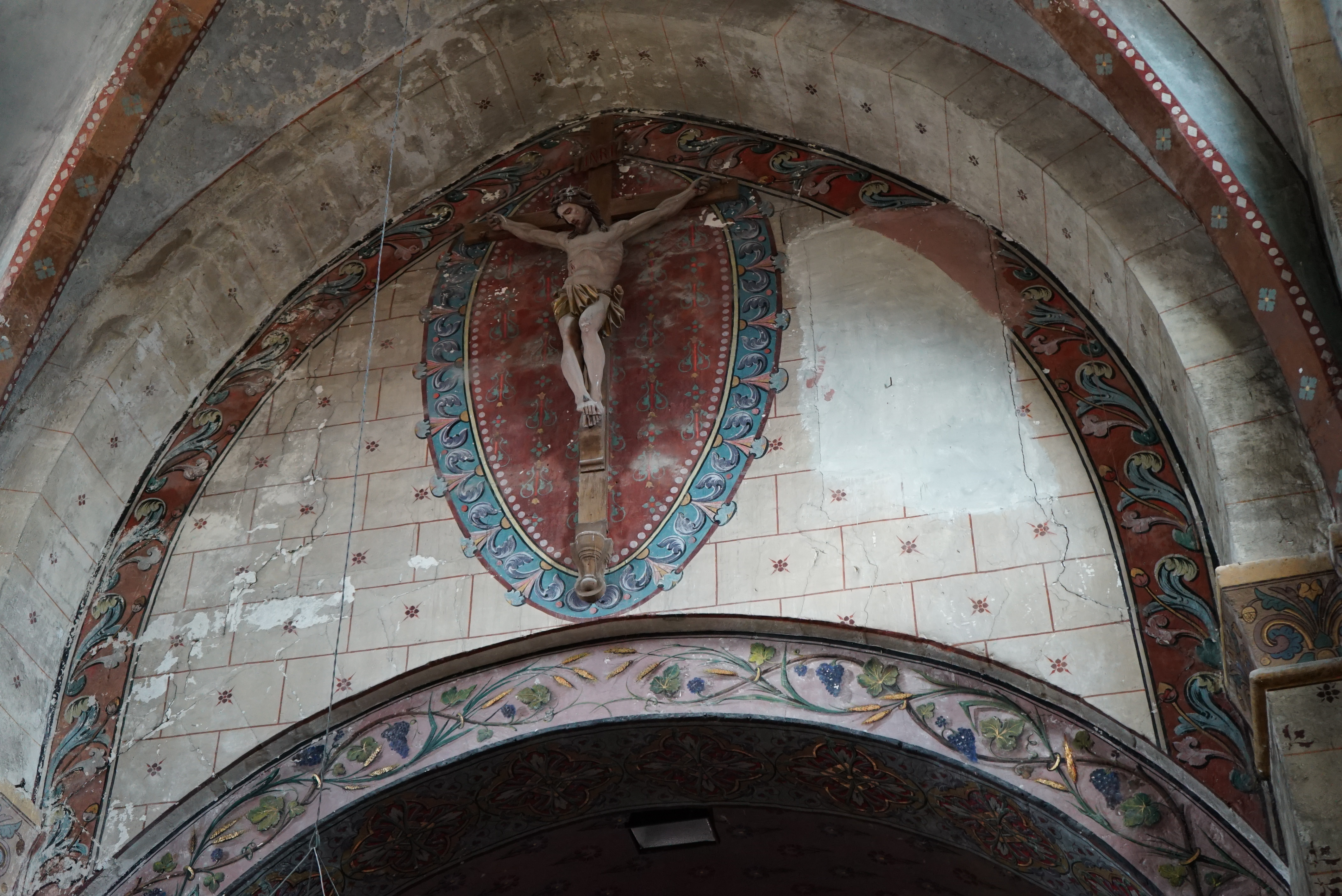
Christ en gloire, église de Sacy (51).
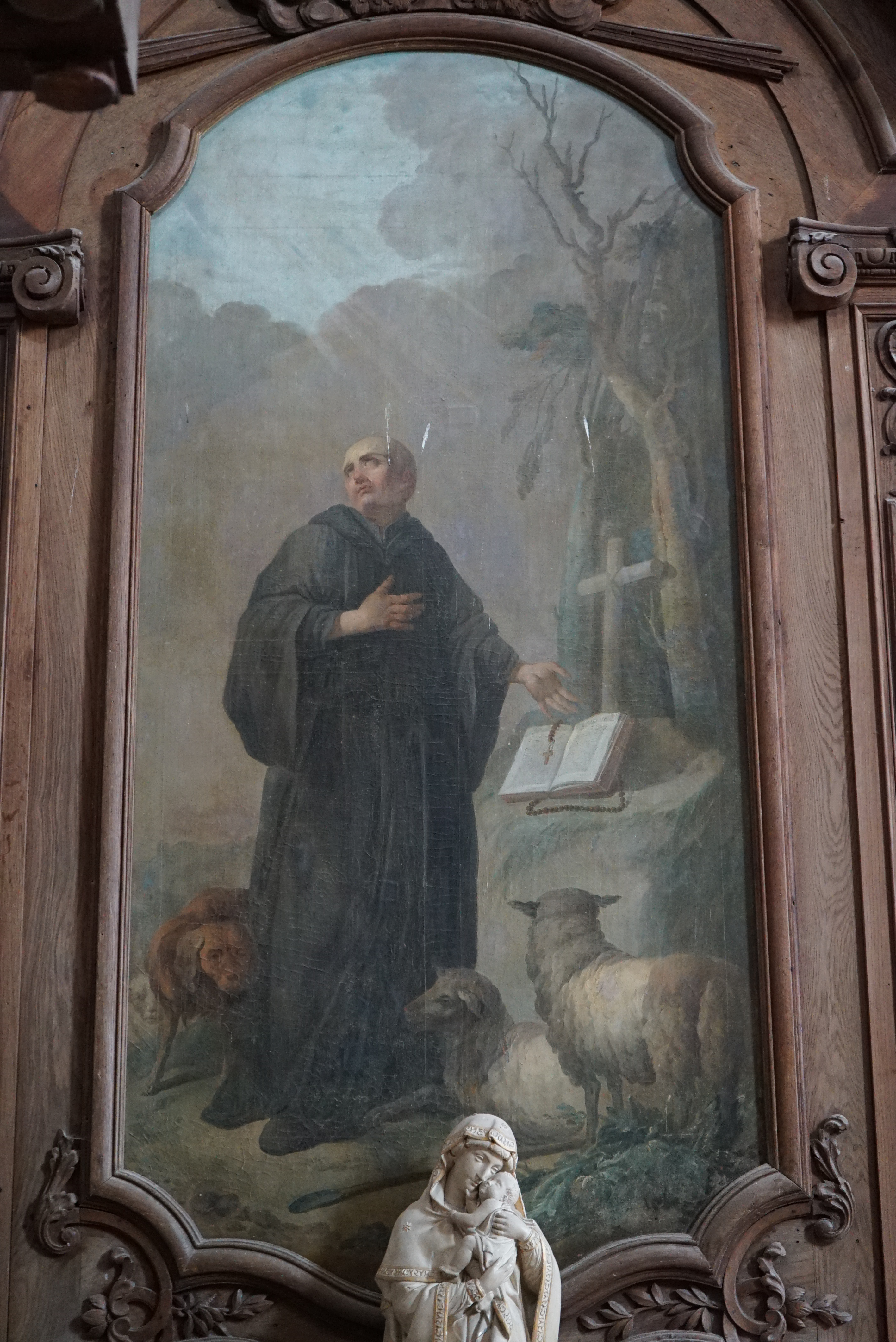
Peintures des autels
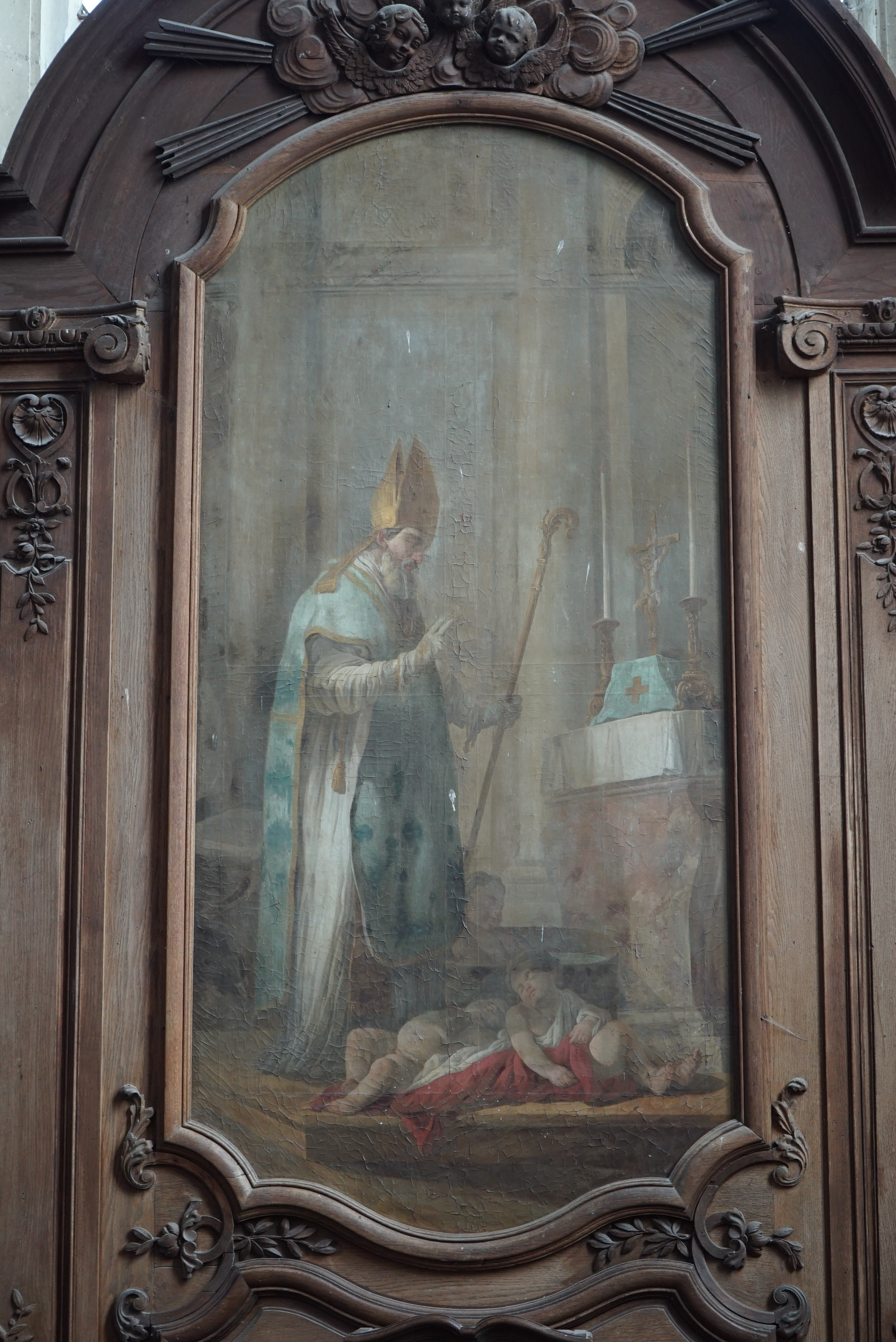
de l'église.